# اوگنیا کوزنتسووا
اوگنیا کوزنتسووا (روسی: Евгения Петровна Кузнецова؛ زادهٔ ۱۸ دسامبر ۱۹۸۰) ژیمناست هنری اهل روسیه است.